# Alpinópolis
Alpinópolis is een gemeente in de Braziliaanse deelstaat Minas Gerais. De gemeente telt 18.619 inwoners (schatting 2009).

## Aangrenzende gemeenten
De gemeente grenst aan Bom Jesus da Penha, Carmo do Rio Claro, Nova Resende, Passos, São João Batista do Glória en São José da Barra.